# 2e brigade de cavalerie (Empire allemand)
Pour les articles homonymes, voir 2e brigade.
La 2e brigade de cavalerie est une grande unité de l'armée prussienne.

## Histoire
Au cours de la formation du 1er corps d'armée, la 2e brigade de cavalerie est créée par ordre du ministère de la Guerre le 1er avril 1890 à Insterbourg sous le nom de 37e brigade de cavalerie et change son nom en 2e brigade de cavalerie le 1er avril 1899. À partir de 1899, elle fait partie de la 2e division d'infanterie, qui est affectée au 1er corps d'armée à Königsberg. Lorsque la guerre éclate en août 1914, elle fait partie de la 1re division de cavalerie.

### Composition
- 1890 à 1902

11e régiment de dragons, 12e régiment d'uhlans (de)
- 1902 à 1913

8e régiment d'uhlans, 12e régiment d'uhlans (de)
- 1913 à 1914

12e régiment d'uhlans (de), 9e régiment de chasseurs à cheval (de)
- Composition de guerre 1914 à 1918

Comme auparavant

### Première Guerre mondiale
La brigade est déployée exclusivement sur le front de l'Est.

### Commandants de brigade
| Nom                           | Date                                            |
| ----------------------------- | ----------------------------------------------- |
| 37e brigade de cavalerie      |                                                 |
| Otto von Rosen                | 1er avril 1890 au 21 mars 1891                  |
| Moritz von Kraatz-Koschlau    | 22 mars 1891 au 19 mai 1893                     |
| Magnus von Natzmer            | 20 mai 1893 au 15 juin 1894                     |
| Maximilien Reinhard von Lange | 16 juin 1894 au 31 mars 1898                    |
| Robert Kunhardt von Schmidt   | 1er avril 1898 au 31 mars 1899                  |
| 2e brigade de cavalerie       |                                                 |
| Robert Kunhardt von Schmidt   | 1er avril 1899 au 1er août 1900                 |
| Adolf Willich gen v. Pöllnitz | 2 août 1900 au 12 février 1906                  |
| Maximilien von Boehn          | 13 février 1906 au 19 mars 1911                 |
| Carl von Wrochem-Gellhorn     | 20 mars 1911 au 18 juillet 1911                 |
| Robert von Kap-herr           | 19 juillet 1911 au 2 octobre 1914               |
| Paul von Below (de)           | 3 octobre 1914 au 23 juin 1919 (démobilisation) |